# Экономика Киргизской ССР
Экономика Киргизской ССР — составная часть экономики СССР, расположенная на территории Киргизской ССР. Входила в Среднеазиатский экономический район.

## Промышленность
Ведущие отрасли промышленности:
- горнодобывающая
- машиностроение
- лёгкая
- пищевая

Добыча угля (каменный уголь и бурый уголь), нефти и газа сосредоточена на юго-западе республики. Действовали ГЭС на реке Нарын: Токтогульская ГЭС, Учкурганская ГЭС, Курпсайская ГЭС, Таш-Кумырская ГЭС, каскад Аламединских ГЭС и другие. Наиболее крупная тепловая электростанция — Фрунзенская ТЭЦ. Цветная металлургия (добыча и обогащение ртутных, сурьмяных, свинцово-цинковых руд, производство ртути, сурьмы и другого), машиностроение (машины для животноводства и кормопроизводства, автомобили, металлорежущие станки и автоматические линии, электротехнические изделия, приборы и т. д.; "Киргизавтомаш", "Киргизэлектродвигатель", "Тяжэлектромаш" и др. - важнейшие предприятия в городе Фрунзе). Лёгкая промышленность была представлена хлопкоочистительными, текстильными (хлопчатобумажные, шерстяные, шёлковые ткани, трикотажные изделия производились в городах Ош и Фрунзе), а также кожевенно-обувными, швейными, ковроткацкими предприятиями. Основные отрасли пищевкусовой промышленности: мясная, молочная, мукомольная. Производство стройматериалов (цемент, шифер, стеновые панели и другое).

## Сельское хозяйство
В 1987 году в республике насчитывалось 289 совхозов и 178 колхозов. Сельскохозяйственные угодья составляли 10,1 млн га, из них:
- пашня — 1,4 млн га,
- пастбища — 8,5 млн га.

Площадь орошаемых земель — 1,02 млн га (1986 год).
Главная отрасль сельского хозяйства — животноводство, преимущественно тонкорунное и полутонкорунное овцеводство, развиты также молочно-мясное скотоводство, коневодство. Поголовье (на 1987 год, в млн голов): крупный рогатый скот — 1,1, овец и коз — 10,3. Шелководство. Земледелие давало около 45 % валовой продукции сельского хозяйства, ведущая отрасль его — возделывание технических культур: хлопчатника (сбор хлопка-сырца 68 тыс. т в 1986 году), табака, эфирномасличных. 50 % посевов было занято кормовыми, 42 % — зерновыми культурами (валовой сбор зерна 1,633 млн т в 1986 году). Возделывали также картофель, овоще-бахчевые культуры. Плодоводство. Виноградарство. Семеноводство (сахарная свёкла, люцерна).

## Транспорт
Основной вид транспорта — автомобильный. Эксплуатационная длина (на 1986 год):
- железных дорог — 0,37 тыс. км,
- автодорог — 19,3 тыс. км (в том числе с твёрдым покрытием — 17,0 тыс. км).

Судоходство на озере Иссык-Куль. Через территорию Киргизии проходили газопровод Бухара — Ташкент — Фрунзе — Алма-Ата, действовал газопровод Майли-Сай — Джалал-Абад — Ош.